# Киево (Псковская область)
Киево — деревня на юго-западе Бежаницкого района Псковской области. Входит в состав сельского поселения Кудеверская волость.
Расположена на Бежаницкой возвышенности, к северу от озера Алё, в 20 км к северо-востоку от волостного центра Кудеверь и в 24 км к юго-западу от райцентра Бежаницы.
Численность населения деревни по состоянию на 2000 год составляла 15 жителей.